# Europese PGA Tour 1979
De Europese PGA Tour 1979 was het achtste seizoen van de Europese PGA Tour en werd georganiseerd door de Britse Professional Golfers' Association. Het seizoen bestond uit 24 toernooien.
Dit seizoen stond er twee nieuwe toernooien op de kalender: de Welsh Golf Classic en het Engels Open. In het vorig seizoen, in 1977, stond de Trophée Lancôme niet op de kalender, maar dit seizoen keerde het toernooi terug.

## Kalender
| Data  | Data  | Toernooi                             | Baan                              | Land                     | Winnaar           | Score     | Info           |
| ----- | ----- | ------------------------------------ | --------------------------------- | ------------------------ | ----------------- | --------- | -------------- |
| 12-04 | 15-04 | Portuguese Open                      | Vilamoura Golf Club               | Portugal                 | Brian Barnes      | 287 (-5)  |                |
| 19-04 | 22-04 | Spanish Open                         | Golf Torrequebrada                | Spanje                   | Dale Hayes        | 278 (-10) |                |
| 26-04 | 29-04 | Madrid Open                          | Real Club de la Puerta de Hierro  | Spanje                   | Simon Hobday      | 285 (-3)  |                |
| 03-05 | 06-05 | Italian Open                         | Golf Club Monticello              | Italië                   | Brian Barnes      | 281 (-7)  |                |
| 10-05 | 13-05 | French Open                          | Golf Club de Lyon                 | Frankrijk                | Bernard Gallacher | 284 (-8)  |                |
| 17-05 | 20-05 | Colgate PGA Championship             | St Andrews Links                  | Engeland                 | Vicente Fernandez | 288 (0)   |                |
| 25-05 | 28-05 | Martini International                | The Wentworth Club                | Engeland                 | Greg Norman       | 288 (0)   |                |
| 31-05 | 03-06 | B.A./Avis Open                       | La Moye Golf Club                 | Jersey                   | Sandy Lyle        | 271 (-13) |                |
| 07-06 | 10-06 | Belgian Open                         | Royal Waterloo Golf Club          | België                   | Gavan Levenson    | 279 (-5)  |                |
| 14-06 | 17-06 | Welsh Golf Classic                   | Wenvoe Castle Golf Club           | Wales                    | Mark James        | 278 (-6)  | Nieuw toernooi |
| 21-06 | 24-06 | Greater Manchester Open              | Wilmslow Golf Club                | Engeland                 | Mark McNulty      | 267 (-13) |                |
| 28-06 | 01-07 | Lada English Golf Classic            | Belfry Golf Club                  | Engeland                 | Seve Ballesteros  | 283 (-1)  | Nieuw toernooi |
| 05-08 | 08-08 | Scandinavian Enterprise Open         | Vasatorps GK                      | Zweden                   | Sandy Lyle        | 276 (-12) |                |
| 18-07 | 21-07 | The Open Championship                | Royal Lytham & St Annes Golf Club | Engeland                 | Seve Ballesteros  | 286 (-2)  |                |
| 26-08 | 29-08 | Dutch Open                           | Noordwijkse Golfclub              | Nederland                | Graham Marsh      | 285 (-3)  |                |
| 02-07 | 05-07 | Sun Alliance Match Play Championship | Fulford Golf Club                 | Schotland                | Des Smyth         | -         |                |
| 09-08 | 12-08 | Benson & Hedges Festival             | Fulford Golf Club                 | Engeland                 | Maurice Bembridge | 272 (-8)  |                |
| 16-08 | 19-08 | German Open                          | Frankfurter Golf Club             | Bondsrepubliek Duitsland | Tony Jacklin      | 277 (-7)  |                |
| 23-08 | 26-08 | Carroll's Irish Open                 | Potmarnock Golf Club              | Ierland                  | Mark James        | 282 (-6)  |                |
| 30-08 | 02-09 | Swiss Open                           | Golf Club Crans-sur-Sierre        | Zwitserland              | Hugh Baiocchi     | 275 (-5)  |                |
| 06-09 | 09-09 | European Open                        | Turnberry Golf Club               | Schotland                | Sandy Lyle        | 275 (-9)  |                |
| 20-09 | 23-09 | SOS Talisman TPC                     | Moor Park Golf Club               | Engeland                 | Michael King      | 281 (-7)  |                |
| 03-10 | 07-10 | Dunlop Masters                       | Woburn Golf Club                  | Engeland                 | Graham Marsh      | 283 (-5)  |                |
| 25-10 | 28-10 | Trophée Lancôme                      | Saint-Nom-la-Bretèche Golf Club   | Frankrijk                | Johnny Miller     | 281 (-7)  |                |

## Order of Merit
De Order of Merit wordt gebaseerd op basis van een puntenstelsel en niet op basis van het verdiende geld.
| Rang | Speler           | Land        | Prijzengeld (£) |
| ---- | ---------------- | ----------- | --------------- |
| 1    | Sandy Lyle       | Schotland   | 49.233          |
| 2    | Seve Ballesteros | Spanje      | 47.411          |
| 3    | Mark James       | Engeland    | 38.534          |
| 4    | Dale Hayes       | Zuid-Afrika | 32.540          |
| 5    | Michael King     | Engeland    | 29.725          |
| 6    | Brian Barnes     | Schotland   | 28.204          |
| 7    | Ken Brown        | Schotland   | 25.407          |
| 8    | Antonio Garrido  | Spanje      | 24.665          |
| 9    | Tony Jacklin     | Engeland    | 22.179          |
| 10   | Neil Coles       | Engeland    | 21.351          |